# Jiří Straka
Jiří Straka (*14. dubna 1969 Praha) je český sériový vrah. V období od 17. února do 16. května 1985 napadl na území Prahy celkem 11 žen. Po svém dopadení byl usvědčen ze tří vražd, dvou pokusů o vraždu, pěti znásilnění, tří loupeží a pěti krádeží. Jelikož se svých zločinů dopouštěl v období blížící se 6. československé spartakiády, je označován přezdívkou spartakiádní vrah.

## Mládí
Jiří Straka pocházel z běžné rodiny. Jeho matka byla zaměstnána jako dělnice ve skladu, otec byl zedník, který většinou pracoval mimo Prahu. V době, kdy páchal své zločiny, navštěvoval jeho bratr základní a sestra střední školu. Už v mládí se u něho začal projevovat neklid, kvůli kterému byl vyšetřován psychiatrem. Ačkoliv měl značně nadprůměrné inteligenční schopnosti (IQ 125), chyběla mu motivace k učení a nestanovil si žádné životní cíle. Vysoké inteligenci také neodpovídaly jeho slabé studijní výsledky. Během školní docházky měl často problémy s chováním. Dopouštěl se drobných krádeží a nedodržoval školní řád. Nejzávažnějšího kázeňského přestupku se dopustil, když se skupinou kamarádů vykradl nákladní železniční vůz, ze kterého odcizili několik sladkostí. V roce 1983 nastoupil do učebního oboru mechanizátor v hornictví. O víkendech a svátcích zůstával s rodinou v Praze, v týdnu pobýval na internátě ve Stochově.

## Zločiny

### První útoky
Prvního útoku se Straka dopustil 17. února 1985 kolem 21:00 v zalesněné rokli v blízkosti Novodvorské ulice. 19letou restaurátorku Milanu H. strhl na zem a pokoušel se ji osahávat. Napadené dívce se ho podařilo přesvědčit, aby přestal a doprovodil ji domů, kde by s ním měla dobrovolný pohlavní styk. Straka jí pomohl vstát, očistil jí oděv a společně se vydali směrem k nejbližším domům. Když došli na osvětlené místo, pokusil se ji svlékat a líbat. Milana začala křičet. Straka ji požádal, aby se uklidnila, a poté si řekl o nějaké peníze. Když mu je dala, odešel na nádraží, odkud nočním vlakem odjel na internát do Stochova. Milana původně nechtěla tuto událost oznámit, protože ji považovala za pouhou mladickou nerozvážnost. Se zážitkem se však svěřila svému známému, který vše ohlásil. Vytvořený identikit příliš neodpovídal reálné podobě útočníka a prověřování možných pachatelů skončilo neúspěchem.
Dne 15. března 1985 se okolo 21:30 vracela 18letá studentka metrem z kavárny, kde se setkala se svou přítelkyní. Ze stanice Dejvická pokračovala tramvají do svého bydliště ve Vokovicích. Když ze zastávky došla na místo, kde se ostatní cestující odpojili, všimla si, že ji někdo sleduje. Jakmile došla k brance svého domu a pokusila se jí odemknout, udeřil ji Straka zezadu dlažební kostkou do hlavy. Dívka upadla na zem a začala volat o pomoc. Straka jí vytrhl igelitovou tašku a utekl. Pokoušela se ho dohonit, ale krev stékající do očí jí v pronásledování zabránila. V tašce našel 260 Kčs, 10 tuzexových bonů a sušenky, které snědl. Ostatní věci zahodil.
Dne 25. března 1985 napadl další studentku (19) tím způsobem, že ji zezadu uchopil kolem paží, povalil ji na záda a pokusil se jí strhnout kabelku z ramene. Usilovně se bránila, takže se mu to podařilo až na potřetí. I tato dívka se ho neúspěšně pokoušela dohonit.

### Pokus o vraždu Ludmily Š. (18)
Noc z 1. na 2. dubna trávila 18letá studentka medicíny Ludmila Š. ve společnosti svých přátel ve vinárně U Zlaté konvice na Starém Městě, odkud se chtěla dostat k Libeňskému mostu. Tramvaj číslo 14 ji však zavezla do Holešovic na Dimitrovovo (později Ortenovo) náměstí. Toto místo neznala a neorientovala se ani v jízdním řádu, proto oslovila Straku, který vystoupil ze stejné tramvaje a napomenul skupinu opilců, kteří ji slovně obtěžovali. Straka ji odvedl na jinou zastávku, kde však spoj jen těsně minuli. Další tramvaj jela až za 45 minut, proto jí nabídl, že mohou jít do Libně pěšky. Nepůsobil nijak nebezpečně a proto s doprovodem souhlasila. Cestou jí prozradil, že se jmenuje Jirka, pochází z Prahy a navštěvuje druhý ročník hornického učiliště poblíž Kladna, kde mají nového ředitele, se kterým nevychází. Strakovo uvolněné chování se začalo měnit a během cesty jí prozradil, že kdyby ho sama neoslovila, napadl by ji, znásilnil a okradl. Dívka celou věc brala pouze jako hloupý vtip. Když se však dostali před vchod do jejího domu, zastoupil jí cestu a začal ji osahávat. Pokusila se ho odstrčit a odemknout si, ale on k ní přistoupil zezadu, pevně ji uchopil předloktím kolem krku a tímto způsobem ji začal rdousit. Na okamžik ztratila vědomí a upadla na zem. Když se opět vzpamatovala, viděla, jak jí prohledává kabelku. Nabídla mu pohlavní styk ale poprosila ho, ať jdou raději do sklepa, protože jí je na ulici zima. Straka jí pomohl vstát a ona odemkla vchodové dveře. Jakmile vstoupili do domu, začal hledat sklep čehož dívka využila, vyběhla na přízemí a zazvonila na jeden z bytů. Straka se zalekl, sebral jí kabelku a z místa uprchl. Ludmila druhý den útok ohlásila.

### Vražda Alice P. (†22)
První vraždu spáchal 8. dubna 1985 v lesní rokli nedaleko ulic Novodvorská, Vavřenova a Vrbova. Alice P. se o půl deváté večer vydala z bytu své matky v Krči na ubytovnu národního podniku Konstruktiva, kde bydlel její přítel Ivan Š.. Ve stejnou dobu se Straka zastavil na zimním stadionu poblíž tohoto podniku, aby se přesvědčil, zda tam nehraje hokej někdo z jeho známých. Nikoho zde nezastihl, proto se vydal pryč po Novodvorské ulici, kde potkal Alici. Počkal, až se dostane na méně exponované místo, poté se k ní zezadu přiblížil, chytil ji předloktím kolem krku a strhl ji na zem. Následně ji odtáhl dále od cesty, kde jí rukou zmáčkl krk. Alice se začala dobrovolně svlékat, ale když ani tak sevření nepovolil, přešla do aktivní obrany a snažila se ho pokousat a chytit za vlasy. Postupně ztrácela vědomí, čehož Straka využil a odtáhl ji hlouběji do rokle. Poté se vrátil na místo napadení pro její bundu, kterou si vyrovnal pod sebe, aby si neušpinil kalhoty. Ženu znásilnil a během útoku jí do úst nacpal zeminu, kterou dokázal shrábnout ve svém okolí. Stále dýchala, proto jí do nosních dírek zastrčil srolované listy a ústa jí zacpal jejími spodními kalhotkami. Tělo zaházel spadaným listím a stopu po tažení rozrušil větví, kterou na místě nalezl.
Když se Alice ve smluvenou dobu nedostavila na ubytovnu, vydal se pro ni Ivan autobusem k její matce, která mu sdělila, že mu šla naproti. V noci potom dvakrát bezvýsledně prohledal rokli, v jednu chvíli přitom prošel pouhých několik metrů od Alice a Straky, který si ho všiml. Nad ránem rodina nahlásila Alicino zmizení Veřejné bezpečnosti. Během zběžného pátrání v prostoru rokle byly nalezeny některé části jejího oděvu, proto se další aktivity vyšetřovatelů soustředily právě na toto místo. Alicino tělo objevil služební pes. K smrti došlo udušením v důsledku zablokování dýchacích cest. V genitáliích zavražděné byl nalezen ejakulát krevní skupiny A. Vyšetřování případu vedl kriminalista Jiří Markovič, který musel prověřit informace o možném podílu manželky Ivana Š., která se vypravila ze Spišské Nové Vsi vyhledat a konfrontovat Alici kvůli nevěře svého manžela. Dalším podezřelým byl manžel oběti, který byl svým okolím sice podezírán, nicméně v době spáchání zločinu pobýval ve výkonu trestu. Ani jedna z těchto variant se nepotvrdila a kriminalisté určili, že vražda měla sexuální motiv. Nabízela se tak souvislost s napadením Milany H. ze 17. února, ke kterému došlo na stejném místě. Mezi představiteli policie však panoval názor, že tuto brutální sexuální vraždu nemohl spáchat tak mladý pachatel. Z vraždy byl oficiálně obviněn Ivan, který neměl alibi, aby se tím zabránilo jeho odjezdu z republiky. Jeho podíl se však neprokázal.

### Pokus o vraždu Vlasty Š. (54)
Straka si pro další útok připravil škrtidlo v podobě šňůry s několika uzly, které měly zabránit jejímu třepení. Dne 4. května 1985 po půlnoci se 54letá Vlasta Š. vracela tramvají z vinárny Tatran do svého bydliště v Hloubětíně. Před brankou rodinného domu na Poříčanské ulici si chtěla z kabelky vybrat klíče. Straka k ní zezadu přistoupil a uchopil ji předloktím kolem krku. Vlasta se pokoušela bránit, ale kvůli nedostatku kyslíku brzy ztratila vědomí a upadla na chodník. Straka si teprve nyní ve světle lampy všiml, že je výrazně starší, než si původně myslel. Upustil tedy od sexuálního útoku. Oběti utáhl kolem krku šňůru a okradl ji o věci a hotovost v hodnotě okolo 4000 Kčs. Bezvládnou ženu poté odtáhl k poblíž stojícímu nákladnímu automobilu značky Žuk a naložil ji na zakrytou korbu. Vlasta asi o půl hodiny později opět nabyla vědomí a podařilo se jí dostat k blízké novostavbě, kde zazvonila. V domě bydlel diplomat z Beninu, který v ženě poznal svou sousedku. Škrtidlo odřízl a zavolal bezpečnost. Lékařské vyšetření později potvrdilo, že byla v bezprostředním ohrožení života, jednalo se tedy o pokus o vraždu. Útok sice přežila, ale prodělala takový šok, že nedokázala útočníka popsat. Z události se nikdy nevzpamatovala a o pouhé 2 roky později zemřela.

### Vražda Věry F. (†30)
Stejné noci, kdy došlo k útoku na Vlastu Š., si Straka v Hloubětíně všiml mladé lékařky Věry F., která vystoupila z tramvaje a vydala se pěšky ke svému bydlišti. Když v sídlišti na Zelenečské ulici zabočila za roh obytného domu, přikročil k ní a předloktím ji uchopil kolem krku. Poté ji takto odvlekl na méně exponované místo, kde ji strhl do záhonu, přičemž se jí vyzula bota. Straka botu sebral a opakovaně Věru udeřil podpatkem do hlavy, čímž jí přivodil bezvědomí. Poté ji začal svlékat. Během této aktivity se probudila a požádala ho, aby pokračovali před jejím domem, kde se nebude tolik bát. Straka jí pomohl vstát a společně se vydali k vchodu č. 57. Varoval ji, aby se na něho nedívala, ale ona ho opakovaně neuposlechla, takže si uvědomil, že musí počítat s jejím odporem. Po příchodu před dům Věra vykřikla. Připravený Straka ji okamžitě strhl na zem, kde jí pravou rukou zmáčkl krk a tím ji umlčel. Potom levou rukou oba částečně vysvlékl a na oběti vykonal soulož. Když skončil, všiml si, že se stále hýbe, proto ji zaklekl, utrhl ramínko její podprsenky a to jí uvázal kolem krku. Mrtvou poté okradl o peníze a některé osobní věci. Hlavním podezřelým se stal Věřin kolega, se kterým strávila večer v jeho bytě. Nabídl jí přespání, které odmítla a vydala se sama tramvají zpět do Hloubětína, kde byla zavražděna. Tento muž měl však jinou krevní skupinu než pachatel, který opět na těle zanechal svůj ejakulát.

### Vražda Marty M. (†28)
Dne 16. května 1985 se cestou do zaměstnání na Federálním ministerstvu vnitra ztratila 28letá uklízečka Marta M. Lidé z jejího okolí věděli o tom, že měla strach z neznámého pachatele, který v Praze útočil na ženy. Její tělo objevila téhož dne náhodná svědkyně ve sklepních prostorách domu na Puškinově náměstí 633/13 v Bubenči. Straka předchozího večera usnul na vlakové stanici, odkud se chystal odjet na internát a promeškal tak svůj spoj. Peníze na autobus neměl, jelikož je již utratil za vlakovou jízdenku. Rozhodl se opatřit si prostředky krádeží v metru, kde k tomu však nebyla vhodná příležitost. Poté se vydal do ulic, kde bezcílně chodil až do okamžiku, kdy nad ránem před prodejnou ovoce a zeleniny narazil na Martu. Napadl ji zezadu přímo na chodníku a zatáhl ji do domu, ve kterém obchod fungoval. Uvnitř ji srazil na zem a omotal jí kolem krku čalounickou nit, kterou si upravil tak, že její dva konce zatavil. Poté s obětí vykonal soulož. Když skončil, všiml si, že se snaží dýchat nosem, proto ji odtáhl do sklepa, kde utrhl gumový pásek z podprsenky a kožený řemínek ze svetru a obě škrtidla jí utáhl kolem krku. Do pusy jí poté zastrčil cíp jejího svetru. Ráno se vrátil na nádraží a vlakem odjel do Stochova.

## Dopadení
V souvislosti s vyšetřováním vražd Alice P., Věry F., Marty M. a pokusu o vraždu Vlasty Š. byla nalezena shoda v charakteru útoků a stop nalezených na obětech (kovové částečky odpovídající prostředí se strojírenskou výrobou, sperma krevní skupiny A). Vyšetřovatelům se tak potvrdil předpoklad, že se po Praze pohybuje sériový vrah. Vzhledem k chystané spartakiádě a očekávanému pohybu téměř 80000 mladých cvičenek po městě existovala obava, že pokud nebude dopaden, mohl by útočit i na ně. Do vypjaté situace začali zasahovat také pracovníci ministerstva vnitra a další politické špičky obávající se skandálu. Jiří Markovič musel své nadřízené informovat o průběhu vyšetřování každých 6 hodin. Tlak z vyšších míst však přispěl také k tomu, že se vyšetřovatelé začali zabývat dříve přehlíženými případy sexuálního napadení. Mezi ně patřily i pokusy o znásilnění Milany H. a Ludmily Š., které nebyly, vzhledem k nízkému věku pachatele, s ostatními útoky původně spojovány. Ludmila si vzpomněla na informace, které jí o sobě Straka sdělil. Čtyřčlenná operativní skupina se 22. května vypravila do Stochova, kde byl zadržen a záhy se k útoku na Ludmilu přiznal. Vyšetřovatelům odevzdal její občanský průkaz a několik šperků. Během převozu do Prahy spontánně doznal i vraždu Alice P.

## Odsouzení
Straka při dalším výslechu Jiřímu Markovičovi přiznal i ostatní útoky. Byl překvapený, že Vlasta Š. přežila. Uvedl, že vždy v neděli či poslední den státního svátku oznámil své matce, že odjíždí na internát. Místo toho se však celou noc procházel po Praze a hledal vhodnou oběť. Tvrdil, že nevraždil kvůli svému uspokojení. Šlo mu pouze o pohlavní styk, a kdyby ho dosáhl s napadenými dobrovolně, nechal by je žít. Vraždami se pouze snažil zabránit své identifikaci. Toto tvrzení však bylo zpochybněno, jelikož minimálně Marta. M. byla napadena zezadu a Straku vůbec neviděla. Její odstranění, coby nežádoucí svědkyně, tedy nebylo nutné. Ke krádežím sdělil, že peníze a osobní věci si po útocích sice odnesl, nebyly však jeho hlavní motivací. Podle svých slov se také obával toho, že se dopustí dalších 10 až 20 vražd a za své dopadení byl v podstatě rád.
Straka během psychiatrického vyšetření přiznal, že se již od svých 5 let věnoval voyeurismu, frotérství a pronásledování osamělých žen. Svého prvního pohlavního styku dosáhl tak, že se pokusil násilím svléknout dívku, kterou potkal v autobuse. Ta raději souhlasila se souloží, aby jí nepoškodil oděv. Od 15 let u sebe nosil obušek, kterým chtěl omráčit nějakou ženu za účelem jejího znásilnění. Tento plán však nikdy nezrealizoval. Ačkoliv vylučoval, že by ho násilí vzrušovalo, soudní znalci ho označili za sadistu a nekrosadistu. Jednou z hlavních motivací byla jeho hypersexualita. Jako součást léčby jeho deviace navrhli odborníci provedení kastrace a stereotaktické operace mozku, kterou však odmítl. Soudní přelíčení bylo zahájeno 9. prosince 1985. Straka byl za tři vraždy, dva pokusy o vraždu (Vlasty Š. a Ludmily Š.), pět znásilnění, tři loupeže a pět krádeží odsouzen k úhrnnému trestu odnětí svobody v délce 10 let, tedy maximálnímu možnému trestu pro mladistvého pachatele. Po propuštění z vězení musel absolvovat také psychiatrickou a sexuologickou léčbu ústavní formou. Straka se proti rozsudku odvolal, jelikož nesouhlasil s tím, že je považován za psychicky nemocného, ale zároveň natolik zdravého, aby mohl nastoupit do vězení. Jeho odvolání bylo soudem zamítnuto.

## Pozdější život
V roce 1989 podstoupil kastraci. Jak sám později uvedl, jeho genitálie už předtím poranili spoluvězni a dozorci tak, že šlo o pouhé ošetření. Tvrdil také, že se ho spoluvězni pokusili oběsit. Kvůli jejich častým útokům byl opakovaně přemisťován. Svůj trest vykonával ve věznicích Praha-Pankrác, Valdice a Horní Slavkov. V roce 1994 byl předčasně propuštěn díky amnestii prezidenta Václava Havla, která mu trest zkrátila o jeden rok. Následovala ústavní léčba v psychiatrické nemocnici v Bohnicích a Opavě. V roce 2004 byl uznán definitivně vyléčeným a propuštěn na svobodu. Následujícího roku si změnil jméno na Jiří Novák, odstěhoval se na severní Moravu a oženil se s ženou, kterou potkal v léčebně.